# Rajkumar Santoshi
Pour les articles homonymes, voir Rajkumar (homonymie).
Rajkumar Santoshi est un réalisateur, scénariste, producteur, acteur et assistant réalisateur indien de Bollywood.

## Filmographie

### Réalisateur
- 1990 : Ghayal
- 1993 : Damini - Lightning
- 1994 : Andaz Apna Apna
- 1995 : La Mousson
- 1996 : Ghatak : Lethal
- 1998 : China Gate
- 2000 : Pukar
- 2001 : Lajja
- 2002 : The Legend of Bhagat Singh
- 2004 : Khakee
- 2006 : Ties of Blood
- 2007 : Halla Bol
- 2009 : Ajab Prem Ki Ghazab Kahani
- 2013 : Phata Poster Nikhla Hero

### Scénariste
- 1990 : Ghayal
- 1994 : Andaz Apna Apna
- 1995 : La Mousson
- 1996 : Ghatak: Lethal
- 1998 : China Gate (film, 1998)
- 1998 : Vinashak - Destroyer
- 1999 : Jaanam Samjha Karo
- 2000 : Pukar
- 2001 : Lajja
- 2002 : The Legend of Bhagat Singh
- 2002 : My Heart is Yours
- 2004 : Khakee
- 2006 : Family: Ties of Blood

### Producteur
- 1996 : Ghatak Lethal
- 1998 : China Gate
- 2001 : Lajja

### Assistant réalisateur
- 1982 : Conquest
- 1983 : Half Truth

## Récompenses
- 1991 : Au Filmfare Award, pour le film Ghayal, il a gagné les prix de meilleur réalisateur et meilleur scénariste
- 1994 : Au Filmfare Award, pour le film Damini - Lightning, il a gagné le prix de meilleur réalisateur
- 1999 : Au Filmfare Award, pour le film China Gate, il a gagné le prix du meilleur dialogue
- 2001 : Au National Film Awards, pour le film Pukar, il a gagné le prix de la meilleure production
- 2003 : Au Filmfare Award, pour le film The Legend of Bhagat Singh, il a gagné le prix de la meilleure critique
- 2003 : Au National Film Awards, pour le film The Legend of Bhagat Singh, il a gagné le prix du meilleur film
- 2003 : Au Zee Cine Awards, pour le film The Legend of Bhagat Singh, il a gagné le prix du meilleur dialogue
- 2004 : Au Screen Weekly Awards, il a été élu meilleur artiste du cinéma

## Nominations
- 1994 : Au Filmfare Award, pour le film Andaz Apna Apna, il a été nommé dans la catégorie meilleur réalisateur
- 2002 : Au Screen Weekly Awards, pour le film Lajja, il a été nommé dans la catégorie meilleur dialogue
- 2005 : Au Zee Cine Awards, pour le film Khakee, il a été nommé dans les catégories meilleur dialogue et meilleur image